# Ernest Cossart
Emil von Holst (ur. 24 września 1876 w Cheltenham, zm. 21 stycznia 1951 w Nowym Jorku) – brytyjski aktor filmowy. Brat kompozytora Gustava Holsta.